# Normoxie
 (mai 2018).
Si vous disposez d'ouvrages ou d'articles de référence ou si vous connaissez des sites web de qualité traitant du thème abordé ici, merci de compléter l'article en donnant les références utiles à sa vérifiabilité et en les liant à la section « Notes et références ».
On appelle normoxie l’état du corps pour lequel le dioxygène en concentration normale dans le sang permet une activité normale. Dans la pression atmosphérique, la teneur en oxygène de l’air inhalé doit se situer dans la normale entre 19 et 21 % vol. et n'être en aucun cas inférieure à 18 % vol.
En plongée sous-marine, avec l’augmentation de la pression, c’est la valeur de la pression partielle de l’oxygène (PpO2) qu’il faut respecter.